# Xanthopimpla divergens
Xanthopimpla divergens là một loài tò vò trong họ Ichneumonidae.